# Donald Duck no Mahō no Bōshi
Donald Duck no Mahō no Bōshi (ドナルドダックの魔法のぼうし Donarudo Dakku no Mahô no Bôshi?, trad. "El gorro mágico del pato Donald") es un videojuego de plataformas para la videoconsola Super Famicom protagonizado por el Pato Donald. Fue lanzado por Epoch en 11 de agosto de 1995, solamente en Japón.
- Datos: Q5294258